# Willys-Overland Jeepster
Jeepster este un automobil produs inițial de Willys-Overland Motors din 1948 până în 1950. A fost dezvoltat pentru a umple un gol în gama companiei, trecând de la proto SUV-urile și camioanele „utilitare” la piața auto pentru pasageri.